# Culver (Indiana)
Pour les articles homonymes, voir Culver.
Culver est une ville du comté de Marshall dans l'Indiana, aux États-Unis.
Culver fait partie du canton d'Union, qui comprend également les communautés de Burr Oak, Hibbard, Maxinkuckee et Rutland. La population était de 1 353 au recensement de 2010.

## Histoire
Culver s'appelait à l'origine Union Town et, sous ce dernier nom, fut aménagé en 1844. Il a ensuite été renommé pour Henry Harrison Culver, responsable des Académies Culver.
Le Culver Commercial Historic District et le Forest Place Historic District sont inscrits au registre national des lieux historiques. L’un des bâtiments figurant dans le registre national est le bureau de poste, qui contient une peinture murale réalisée par Jessie Hull Mayer dans le cadre des projets de la Section de la peinture et de la sculpture, qui sera ultérieurement appelée la Section des beaux-arts du Département des Trésors. L’arrivée du courrier à Culver s’achève en 1938 et met en vedette des étudiants de l’académie militaire et d’autres résidents qui regardent leur courrier,.

## Géographie
Culver est située à 41° 13′ 02″ N, 86° 25′ 18″ O
(41,217340, -86,421726).
Selon le recensement de 2010, Culver a une superficie totale de 0,9 milles carrés (2,33 km2), toutes terres.

## Démographie
| Recensement                | Pop.  | %±      |
| -------------------------- | ----- | ------- |
| 1900                       | 505   | —       |
| 1910                       | 810   | 60,4 %  |
| 1920                       | 1'080 | 33,3 %  |
| 1930                       | 1'502 | 39,1 %  |
| 1940                       | 1'605 | 6,9 %   |
| 1950                       | 1'565 | –2,6 %  |
| 1960                       | 1'558 | –0,3 %  |
| 1970                       | 1'783 | 14,4 %  |
| 1980                       | 1'601 | –10,2 % |
| 1990                       | 1'404 | –12,3 % |
| 2000                       | 1'539 | 9,6 %   |
| 2010                       | 1'353 | –12,1 % |
| depuis 2017                | 1'422 | 5,1 %   |
| Recensement décennal U.S.A |       |         |

### Recensement de 2010
Au recensement  de 2010, il y avait 1 353 personnes, 598 ménages et 354 familles résidant dans la ville. La densité de population était de 1 503,3 habitants au mile carré (580,4/km2). Il y avait 897 unités de logement à une densité moyenne de 996,7 par mile carré (384,8/km2). La composition raciale de la ville était de 95,8 % de Blancs, 1,2 % d’ Afro-Américains, 0,4 % d’ Asiatiques, 0,9 % d’ autres races et 1,8 % de deux, ou plus, races. Les Hispaniques ou Latinos de n'importe quelle race composaient 2,4 % de la population.
Il y avait 598 ménages dont 25,3 % avaient des enfants de moins de 18 ans vivant avec eux, 44,1 % étaient des couples mariés vivant ensemble, 10,4 % avaient une femme au foyer sans mari présent, 4,7 % avaient un homme au foyer sans femme présente et 40,8% étaient des non-familles. 37,1 % de tous les ménages étaient composés d'individus et 17,9 % avaient une personne seule âgée de 65 ans ou plus. La taille moyenne des ménages était de 2,15 et la taille moyenne de la famille était de 2,77.
L'âge médian dans la ville était de 47,7 ans. 19,2 % des résidents avaient moins de 18 ans ; 7 % avaient entre 18 et 24 ans; 18,6% avaient entre 25 et 44 ans; 29,6 % avaient entre 45 et 64 ans ; et 25,6 % avaient 65 ans ou plus. La composition des sexes de la ville était de 45,4 % d'hommes et de 54,6 % de femmes.

### Recensement de 2000
Au recensement  de 2000, il y avait 1 539 personnes, 655 ménages et 410 familles résidant dans la ville. La densité de population était de 1 961,7 personnes par mile carré (761.8/km²). Il y avait 932 unités de logement à une densité moyenne de 1 188 par mile carré (461.3/km²). La composition raciale de la ville était de 96,04 % de Blancs, 0,91 % d’Africains américains, 0,65 % d’Américains autochtones, 0,58 % d’ Africains, 0,06 % d’habitants des îles du Pacifique, 0,71 % d’autres races et 1,04 % d’au moins deux races. Les Hispaniques ou Latinos de n'importe quelle race étaient 2,21 % de la population.
Il y avait 655 ménages dont 26 % avaient des enfants de moins de 18 ans vivant avec eux, 48,7 % étaient des couples mariés vivant ensemble, 10,2 % avaient une femme au foyer sans mari présent et 37,4 % étaient des personnes hors-famille. 35 % de tous les ménages étaient composés d'individus et 18 % avaient une personne seule âgée de 65 ans ou plus. La taille moyenne des ménages était de 2,25 et la taille moyenne de la famille était de 2,88.
En ville, la population était dispersée avec 22,5 % de moins de 18 ans, 5,8 % de 18 à 24 ans, 23,9 % de 25 à 44 ans, 24,6 % de 45 à 64 ans et 23,1 % de 65 ans et plus. L'âge médian était de 43 ans. Pour 100 femmes, il y avait 88,8 hommes. Pour 100 femmes de 18 ans et plus, il y avait 80,2 hommes.
Le revenu médian pour une maison dans la ville était 33 047 $ et le revenu médian pour une famille était 46 190 $. Les hommes avaient un revenu médian de 34 583 $ contre 24 453 $ pour les femmes. Le revenu par tête pour la ville était 18 938 $. Environ 8,5 % des familles et 10,4 % de la population vivaient en dessous du seuil de pauvreté, dont 11,5 % des moins de 18 ans et 7 % des plus de 65 ans.

## Éducation
La ville possède une bibliothèque de prêt, la bibliothèque publique du canton de Culver-Union.